# Брезовице (Чайниче)
Брезовице (серб. Брезовице) — населенный пункт (деревня) в общине Чайниче, который принадлежит энтитету Республике Сербской, Босния и Герцеговина. По результатам югославской переписи населения 1991 года в Брезовицах проживало 58 человек. Расположено на границе с Черногорией

## Население
В населении деревни подавляющее большинство составляют сербы, остальных национальностей очень незначительное количество.
| 1961                           | 1971 | 1981 | 1991 | - | - | - |
| ------------------------------ | ---- | ---- | ---- | - | - | - |
| 102                            | 81   | 67   | 58   | - | - | - |
| Гистограмма динамики населения |      |      |      |   |   |   |

### Национальный состав населения
На 1991 год:
- сербы — 57 человек (98,76 %);
- хорваты — 0 человек (0,00 %);
- мусульмане — 0 человек (0,00 %);
- югославы — 1 человек (1,72 %);
- другие и неизвестно — 0 человек (0,00 %).